# Gierath (Bergisch Gladbach)

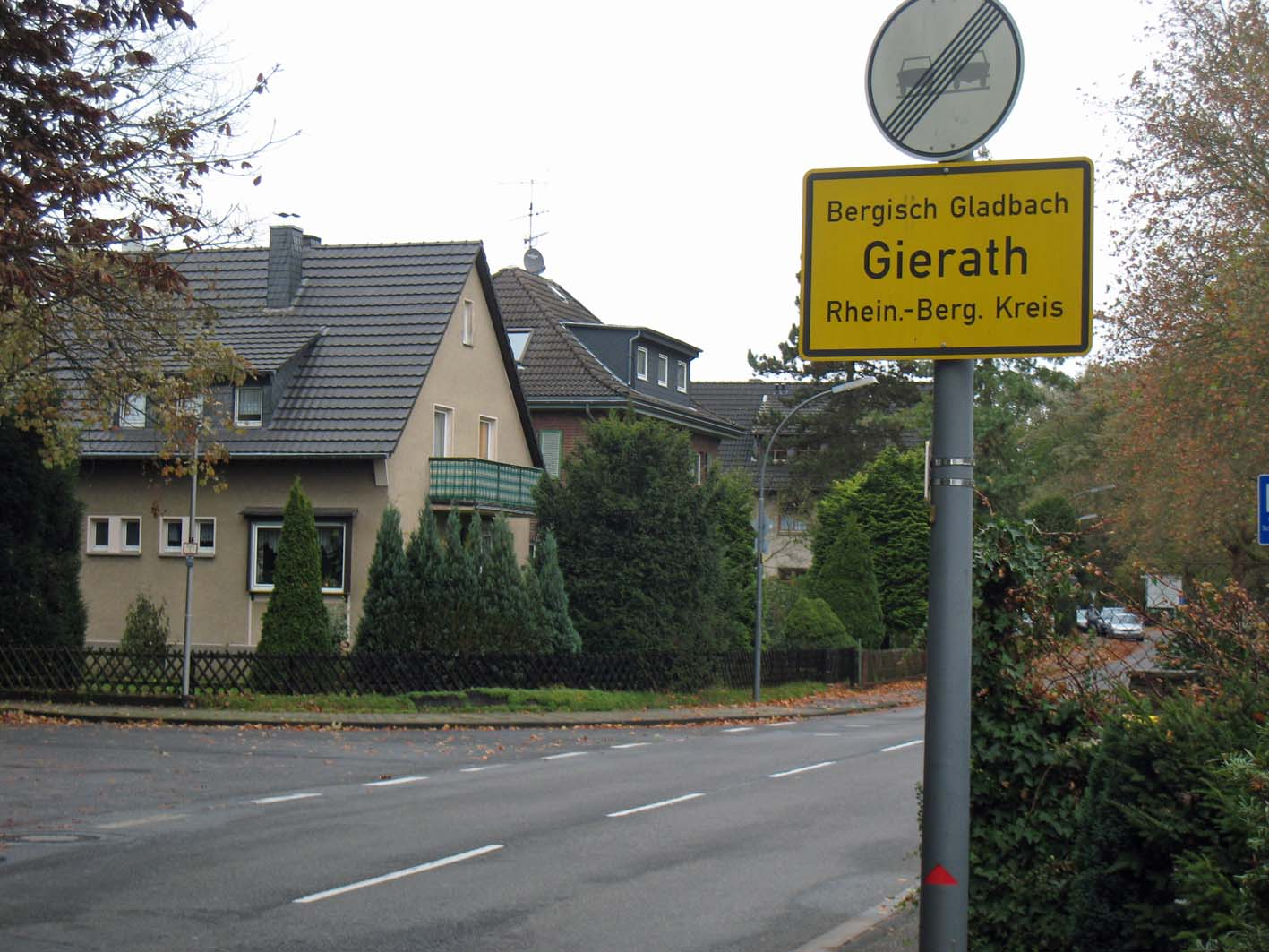
Ortsschild von Gierath als Hinweis für die hier beginnende Stadt Bergisch Gladbach

Gierath ist ein Ortsteil im Stadtteil Gronau von Bergisch Gladbach.

## Geschichte
Der mittelalterliche Hof- und Mühlenname Gierath wurde 1345 erstmals in der Form Geroyde genannt und im Urkataster im Bereich der heutigen Straße eingetragen. Bis zum Anfang des 20. Jahrhunderts hatte sich in der Umgebung der einstigen Hofgründung ein Weiler mit neun Wohngebäuden entwickelt, in denen 41 Einwohner lebten. Heute versteht man zwar unter dem Begriff Gierath immer noch den gesamten Siedlungsbereich. Seit 1918 gibt es aber auch die Straße Gierath als Verbindungsstraße zwischen der Gierather Straße (Benennung 1887) und Gierather Wiese (Benennung 1981). Durch die weitere Bebauung sind später mit der Bezeichnung Gierather Mühlenweg (Benennung zwischen 1962 und 1965) und Gierather Wald (Benennung 1976) zwei weitere Straßen entstanden.
Die Topographia Ducatus Montani des Erich Philipp Ploennies, Blatt Amt Porz, belegt, dass der Wohnplatz 1715 als gemeiner Hof kategorisiert wurde und mit Girad bezeichnet wurde.
Carl Friedrich von Wiebeking benennt die Hofschaft auf seiner Charte des Herzogthums Berg 1789 als Girad. Aus ihr geht hervor, dass Gierath zu dieser Zeit Teil der Honschaft im Kirchspiel war.
Unter der französischen Verwaltung zwischen 1806 und 1813 wurde das Amt Porz aufgelöst und Gierath wurde politisch der Mairie Gladbach im Kanton Bensberg zugeordnet. 1816 wandelten die Preußen die Mairie zur Bürgermeisterei Gladbach im Kreis Mülheim am Rhein. Mit der Rheinischen Städteordnung wurde Gladbach 1856 Stadt, die dann 1863 den Zusatz Bergisch bekam.
Der Ort ist auf der Topographischen Aufnahme der Rheinlande von 1824, auf der Preußischen Uraufnahme von 1840 und ab der Preußischen Neuaufnahme von 1892 auf Messtischblättern regelmäßig als Gierath oder ohne Namen verzeichnet. 
| Jahr | Einwohner | Wohn- gebäude | Kategorie                 |
| ---- | --------- | ------------- | ------------------------- |
| 1822 | 22        |               | Hofstelle und Oelmühle    |
| 1830 | 36        |               | Hofstelle und Ölmühle     |
| 1845 | 56        | 7             | Hofstelle mit 2 Oelmühlen |
| 1871 | 44        | 7             | Hofstelle                 |
| 1885 | 66        | 10            | Wohnplatz                 |
| 1895 | 52        | 10            | Wohnplatz                 |
| 1905 | 41        | 9             | Wohnplatz                 |